# Virgilius Petri
Virgilius Petri FFSC (* 30. März 1889 in Köllerbach; † 20. Mai 1942 im Schloss Hartheim) war ein deutscher römisch-katholischer Ordensbruder, Franziskaner und Märtyrer.

## Leben
Johann Petri wuchs im saarländischen Köllerbach im Ortsteil Kölln als zweites von sieben Kindern eines Lehrerehepaares auf. 1903 trat er mit 14 Jahren in Hausen als Aspirant in die Kongregation der Franziskanerbrüder vom Heiligen Kreuz ein. Am 21. April 1907 wurde er eingekleidet und erhielt den Ordensnamen Virgilius (nach Virgil von Salzburg). Im benachbarten Waldbreitbach arbeitete er 30 Jahre lang mit Schwerbehinderten.
1937 wurde das Haus von den Nationalsozialisten aufgelöst. Petri ging nach Mainz zu den Brüdern des Johannesbundes und war Küster in der Notkirche St. Alban in Mainz-Oberstadt. Wegen eines abfälligen Satzes über die Siegesmeldungen wurde er Anfang 1942 denunziert und kam in das KZ Dachau. Er wurde mit einem Invalidentransport in die Tötungsanstalt Hartheim gebracht und dort am 20. Mai 1942 in der Gaskammer ermordet. Sein Grabstein befindet sich in Hubbelrath, dem Sterbeort seiner Mutter.

## Gedenken
Die deutsche Römisch-katholische Kirche hat Virgilius Petri als Märtyrer aus der Zeit des Nationalsozialismus in das deutsche Martyrologium des 20. Jahrhunderts aufgenommen.